# Sistemes de classificació d'aprenentatge

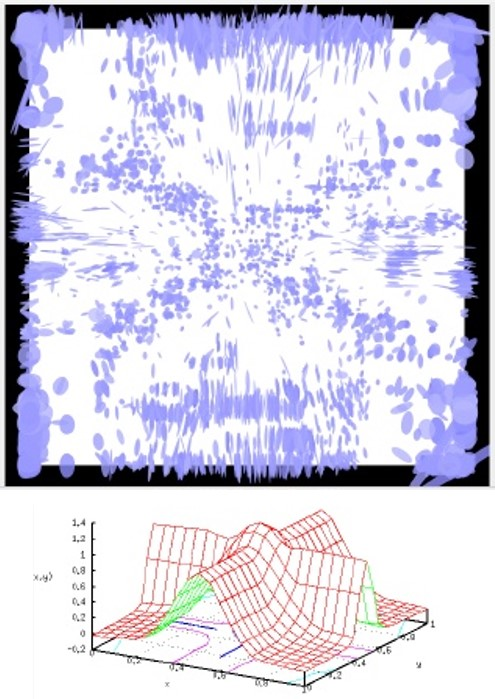
Visualització 2D de regles LCS aprenent a aproximar una funció 3D. Cada el·lipse blava representa una regla individual que cobreix part de l'espai de solució. (Adaptat d'imatges extretes de XCSF amb permís de Martin Butz).

Els sistemes de classificació d'aprenentatge, o LCS, són un paradigma de mètodes d'aprenentatge automàtic basats en regles que combinen un component de descobriment (per exemple, un algorisme genètic) amb un component d'aprenentatge (realitzant aprenentatge supervisat, aprenentatge de reforç o aprenentatge no supervisat). Els sistemes de classificació d'aprenentatge pretenen identificar un conjunt de regles dependents del context que col·lectivament emmagatzemen i apliquen el coneixement de manera a trossos per tal de fer prediccions (per exemple, modelització del comportament, classificació, mineria de dades, regressió, aproximació de funcions, o estratègia de joc). Aquest enfocament permet dividir els espais de solució complexos en parts més petites i senzilles.

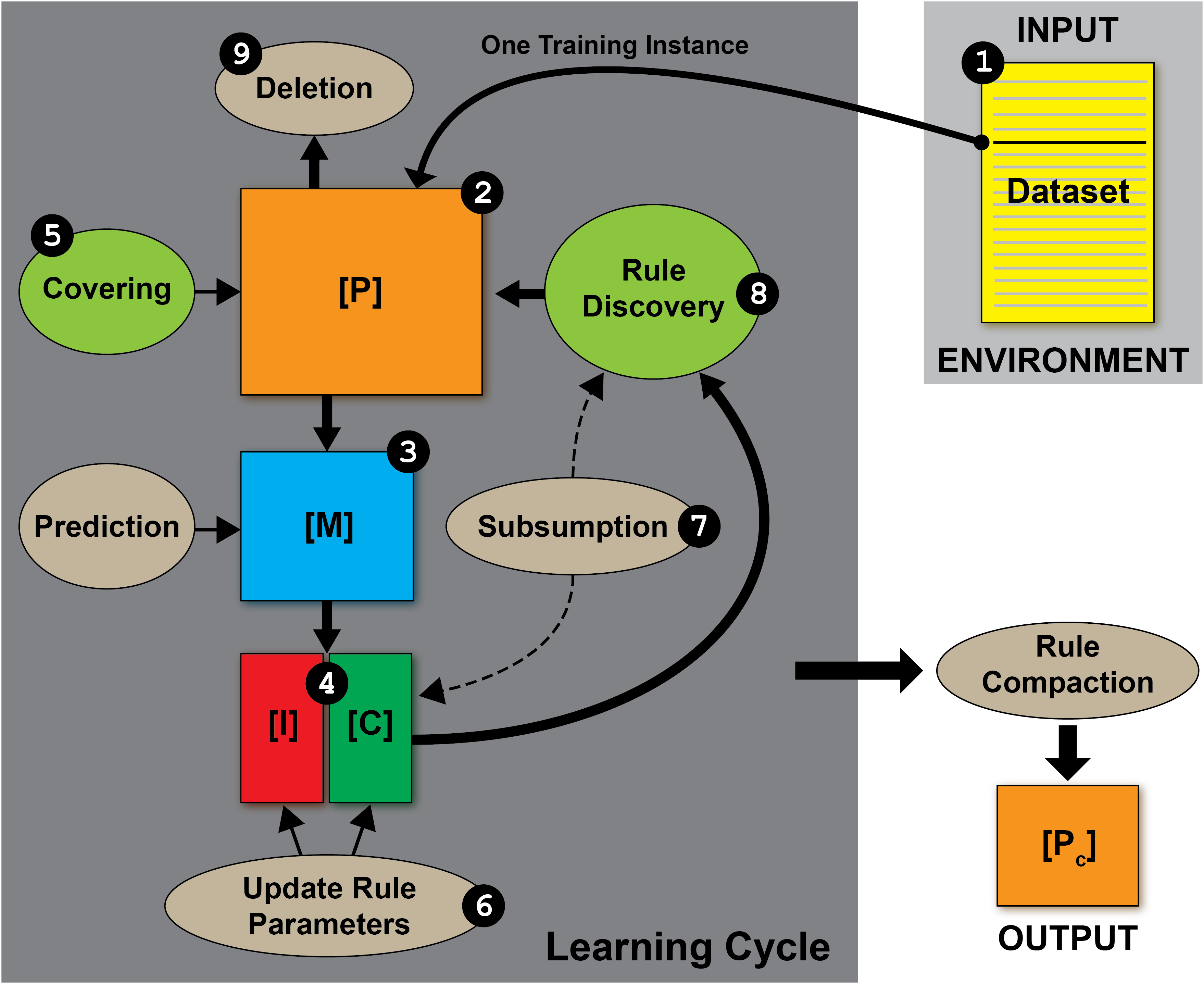
Un esquema pas a pas que il·lustra un cicle d'aprenentatge d'un sistema de classificació d'aprenentatge a l'estil de Michigan genèric que realitza un aprenentatge supervisat.

Els conceptes fundadors dels sistemes de classificació d'aprenentatge provenien dels intents de modelar sistemes adaptatius complexos, utilitzant agents basats en regles per formar un sistema cognitiu artificial (és a dir, intel·ligència artificial).
L'arquitectura i els components d'un sistema de classificació d'aprenentatge determinat poden ser força variables. És útil pensar en un LCS com una màquina que consta de diversos components que interactuen. Es poden afegir o eliminar components, o modificar/intercanviar components existents per adaptar-se a les demandes d'un domini problema determinat (com els blocs de construcció algorítmics) o per fer que l'algorisme sigui prou flexible per funcionar en molts dominis problemàtics diferents. Com a resultat, el paradigma LCS es pot aplicar de manera flexible a molts dominis problemàtics que requereixen aprenentatge automàtic. Les principals divisions entre les implementacions de LCS són les següents: (1) Arquitectura d'estil Michigan vs. Arquitectura a l'estil de Pittsburgh, (2) aprenentatge de reforç vs. aprenentatge supervisat, (3) aprenentatge incremental vs. aprenentatge per lots, (4) aprenentatge en línia vs. aprenentatge fora de línia, (5) fitness basat en la força vs. fitness i (6) mapes d'accions complets vs mapes d'accions millors. Aquestes divisions no són necessàriament excloents mútuament. Per exemple, XCS, l'algoritme LCS més conegut i estudiat, és a l'estil de Michigan, va ser dissenyat per a l'aprenentatge de reforç, però també pot dur a terme aprenentatge supervisat, aplica aprenentatge incremental que pot ser en línia o fora de línia, aplica la forma física basada en la precisió, i busca generar un mapa d'acció complet.